# Lindesnes

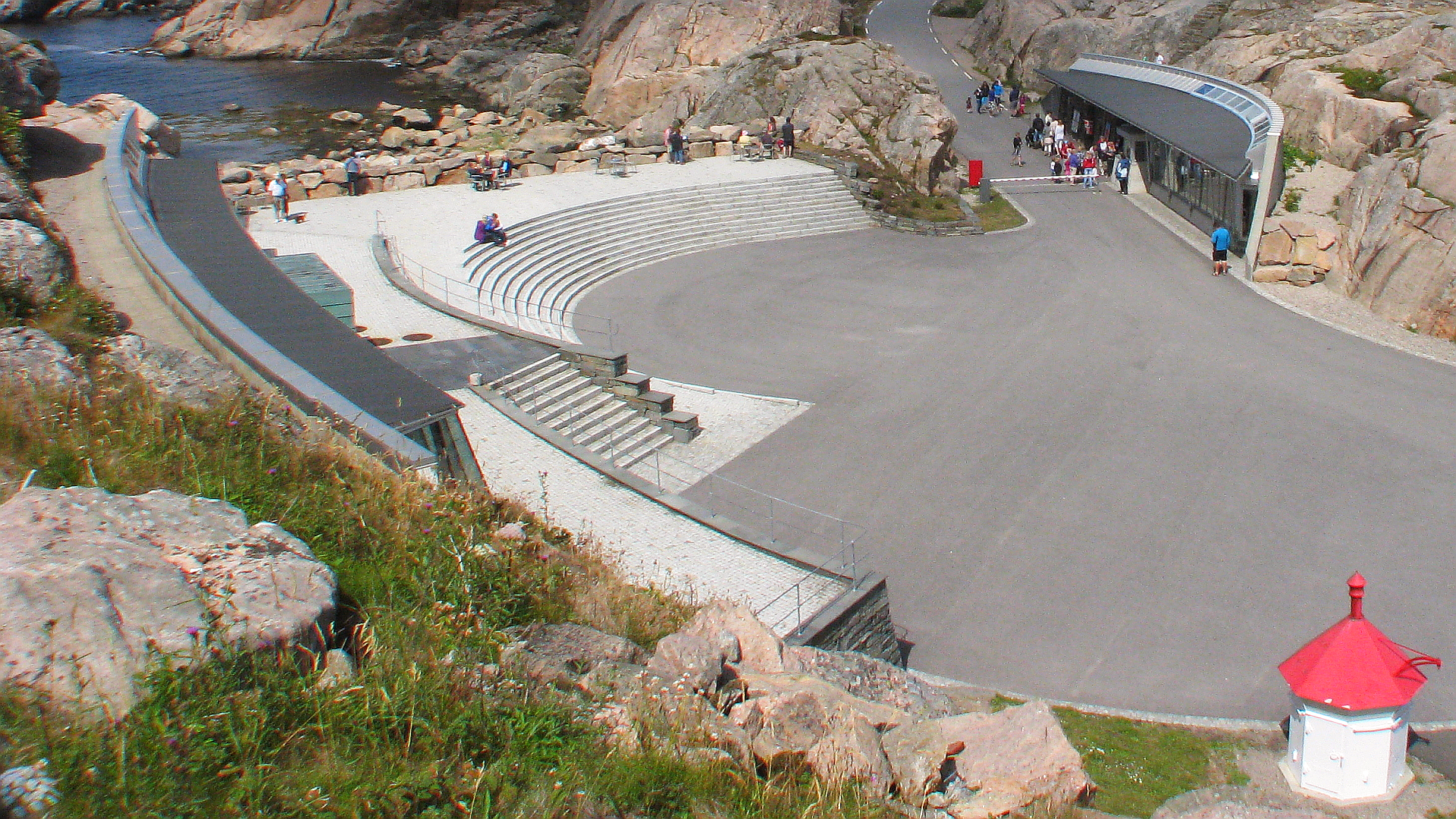
Lindesnes Fjellhallen (Millenium-Fjellhallen 2000-2004)

Lindesnes é uma comuna da Noruega, com 316 km² de área e 4486 habitantes (censo de 2004).  
O seu extremo sul é também o ponto mais meridional da Noruega, dispondo de um farol.       